# Luigi Cadorna
Luigi Cadorna (Pallanza, 4 settembre 1850 – Bordighera, 21 dicembre 1928) è stato un generale e politico italiano.
Figlio del generale Raffaele Cadorna, divenne capo di Stato maggiore generale nel 1914, dopo l'improvvisa morte del generale Alberto Pollio, e diresse le operazioni del Regio Esercito nella prima guerra mondiale dall'entrata dell'Italia nel conflitto, il 24 maggio 1915, fino alla sconfitta di Caporetto.
Cadorna formò e armò un grande esercito, facendo anche costruire numerosi tracciati per rifornirlo di uomini e mezzi, tra cui la strada Cadorna. Non ebbe però tempo e modo di comprenderne appieno tutti i punti di forza e debolezza. Concepì pertanto in termini quasi assoluti il proprio comando, ispirandosi a principi di rigidità e severa disciplina ai quali aggiunse uno spiccato senso del dovere orientato alla vittoria. In quest'ottica, pur non mancando di alcune intuizioni tattico-strategiche, fu un convinto sostenitore della guerra di trincea e delle offensive contro le munite linee difensive austro-ungariche sull'Isonzo e sul Carso, con costi altissimi in termini di uomini anche per l'esercito italiano. Presso gli alti Comandi era nota la necessità di una guerra di logoramento, ma non presso le truppe, frustrate per il loro enorme sacrificio a fronte di risultati minimi a livello di raggiungimento territoriale. Nel 1916 ottenne successi più consistenti, quando l'Esercito italiano contrattaccò durante la Battaglia degli Altipiani e riuscì poi nella conquista di Gorizia. I risultati che connotarono le battaglie dell'Isonzo dell'autunno 1916 (7ª, 8ª e 9ª) si rivelarono invece frustranti.
Nel novembre 1916 Cadorna, tramite ordinanza, introdusse il ricorso alla decimazione per arginare supposti fenomeni di insurrezione in grado di minare la saldezza dell'Esercito. Nel giudizio del generale Antonino Di Giorgio, fatto proprio dalla Commissione d'inchiesta su Caporetto, il ricorso alla decimazione si dimostrò «un provvedimento insensato di "cieca debolezza" che spesso - troppo spesso - finì per colpire gli innocenti», un «provvedimento selvaggio, che nulla può giustificare». La Commissione d'inchiesta rimase turbata di fronte alla possibilità che tale agire fosse motivato da ignobili motivi legati a dinamiche di avanzamenti di carriera nell'ambito di comandi minori. Nel 1916 e 1917 Cadorna inasprì la normativa inerente alla disciplina, richiamando al contempo energicamente i Comandi alle loro responsabilità.
Nel 1917, a seguito della battaglia della Bainsizza, gli austriaci entrarono in crisi e richiesero rinforzi tedeschi con cui sfondarono a Caporetto il 24 ottobre; al drammatico crollo italiano contribuirono le ingenti perdite, la spietata disciplina, l'immutata estensione del fronte, l'aumento del numero di nemici a seguito della defezione russa e altri fattori. Il regio esercito fu costretto a ripiegare fino alla linea del Piave. Ritenuto responsabile della sconfitta, che il Bollettino di guerra n. 887 da lui firmato attribuiva invece alla scarsa combattività di alcuni reparti, Cadorna venne sostituito da Armando Diaz per i forti attriti con il mondo politico e per la scarsa malleabilità del suo carattere. Luigi Cadorna rimane una figura discussa e controversa della prima guerra mondiale e della storia d'Italia.

## Biografia

### Gli esordi
Figlio del generale Raffaele Cadorna, nel 1860 fu avviato dal padre agli studi militari: dapprima al Collegio Militare di Milano e cinque anni dopo all'Accademia Reale di Torino, venendo nominato sottotenente nell'arma d'artiglieria nel 1868. Nel 1867 fu ammesso come allievo nella neonata Scuola di Guerra di Torino. Nel 1870, in forza al 2º Reggimento d'artiglieria, partecipò alle brevi operazioni militari contro Roma nel corpo di spedizione comandato dal padre. Capitano nel 1880, nel 1883 venne promosso al grado di maggiore e assegnato allo Stato Maggiore del Corpo d'armata del generale Pianell. In seguito assunse la carica di capo di Stato Maggiore del comando divisionale di Verona. Nel 1889 convolò a nozze con Maria Giovanna Balbi dei marchesi Balbi di Genova. Nel 1892, promosso colonnello, ottenne il primo incarico operativo in qualità di comandante del 10º Reggimento bersaglieri, mettendosi in evidenza per la sua rigorosa interpretazione della disciplina militare e per il frequente ricorso a dure sanzioni che gli costeranno anche richiami scritti dai suoi superiori.. Fu tuttavia particolarmente apprezzato (note caratteristiche) dai generali Pianell e Baldissera che erano quelli che godevano di maggiore riconoscimento nell'Esercito quanto a capacità.
Durante le manovre del maggio 1895, sempre al comando del 10º Reggimento, ebbe modo di puntualizzare per la prima volta quei princìpi tattici che costituirono poi la base della sua incrollabile fede nell'offensiva a oltranza. Nel 1896, abbandonati gli incarichi operativi, assunse la carica di capo di Stato Maggiore del Corpo d'armata di Firenze; durante la licenza del Comandante Gen. Morra, questi fu sostituito dal Principe Ereditario (poi V.E. III) che gli disse: "Un ufficiale intelligente come lei dovrebbe essere fatto subito generale". Nel 1898, con la promozione a tenente generale, entrò a far parte della ristretta cerchia degli alti ufficiali dell'esercito. La sua ascesa, benché lenta, si dimostrò costante a dispetto delle numerose sue recriminazioni nei confronti di un presunto ostruzionismo da parte dei superiori. Nello stesso anno dovette affrontare il primo smacco, quando, resosi disponibile l'incarico di ispettore generale degli Alpini, gli venne preferito il generale Hensch. Nel 1900 incappò in un secondo insuccesso: abbandonato il generale Alberto Cerruti il comando della Scuola di Guerra, si vide scavalcato dal generale Luigi Zuccari; a Cadorna fu invece assegnato il comando della Brigata "Pistoia", allora di stanza a L'Aquila, che tenne per i successivi quattro anni: a quel periodo risale la compilazione di un manuale dedicato ai metodi d'attacco delle fanterie, in cui Cadorna ebbe modo di ribadire la propria fiducia nelle tattiche offensive, allora in gran voga nell'esercito.
Nel 1905 assunse il comando della divisione militare di Ancona e nel 1907 fu a capo della divisione militare di Napoli con il grado di tenente generale, giungendo infine ai massimi vertici delle forze armate. Nello stesso anno venne fatto per la prima volta il suo nome come possibile successore del generale Tancredi Saletta, che godeva di pessima salute, alla suprema carica di capo di Stato Maggiore dell'esercito. Ma l'anno successivo, abbandonato infine il Saletta l'incarico, Cadorna si vide preferire il generale Alberto Pollio: a questo ribaltamento non furono sicuramente estranei né i proclamati sentimenti di ostilità di Cadorna nei confronti dell'allora capo del governo Giovanni Giolitti, né tantomeno una lettera che il 9 marzo egli aveva inviato a Ugo Brusati, primo aiutante del Re e fratello di quel Roberto Brusati, futuro comandante della 1ª Armata, che nel 1916 sarebbe stato destituito proprio da Cadorna prima della battaglia degli Altipiani.
In risposta a sondaggi di Brusati sulle future intenzioni di Cadorna dopo ottenuto l'incarico, e in particolar modo riguardo al mantenimento delle prerogative del Re (formalmente comandante in capo dell'esercito), sul cui rispetto si voleva evidentemente ottenere formale assicurazione, con scarso spirito diplomatico ma onestà intellettuale e morale egli replicò sostenendo il principio dell'unicità e indivisibilità del comando: in tale circostanza, benché i poteri del sovrano fossero sanciti dallo Statuto Albertino, Cadorna si dimostrò deciso a chiarire come, a suo parere, la responsabilità del comando dell'esercito spettasse de facto al solo capo di Stato Maggiore.
Benché con le sue dichiarazioni egli fosse allora consapevole di essersi estromesso dalla partita con le proprie mani, la nomina di Pollio inaugurò una stagione di rapporti difficili fra le due alte personalità, destinata a concludersi soltanto nel 1914, con la morte di quest'ultimo. All'amarezza di Cadorna per essersi visto preferire il collega (inviso in certi ambienti per le umili origini, figlio di un ex capitano dell'esercito borbonico) si aggiungevano stridenti contrasti di natura dottrinale, laddove alla rigida impostazione offensivistica del pensiero tattico cadorniano il nuovo capo di Stato Maggiore contrapponeva concezioni operative improntate a maggiore flessibilità, e fondate sulla consapevolezza del ruolo dell'artiglieria e delle armi da fuoco moderne sul campo di battaglia. Cadorna proseguì comunque nella carriera, e nel 1911 assunse il comando del Corpo d'armata di Genova.
L'anno successivo scoppiava il conflitto con l'Impero ottomano e, benché Cadorna rappresentasse il candidato in pectore per il comando di un corpo d'armata destinato al servizio oltremare, nella conduzione delle operazioni militari in Libia gli venne preferito il generale Carlo Caneva. Cadorna, alla soglia dei sessantuno anni, non aveva ancora ricevuto alcun comando operativo su teatro di guerra: tale ritardo si sarebbe tuttavia rivelato per lui vantaggioso, poiché poté presentarsi alla prova del primo conflitto mondiale vantando una carriera esente dagli insuccessi che avevano costellato la recente storia delle armi italiane, dalla campagna d'Abissinia culminata con la disfatta di Adua, sino alle sanguinose e dispendiose operazioni militari contro la guerriglia libica (piegata soltanto nel 1934).

### Capo di stato maggiore

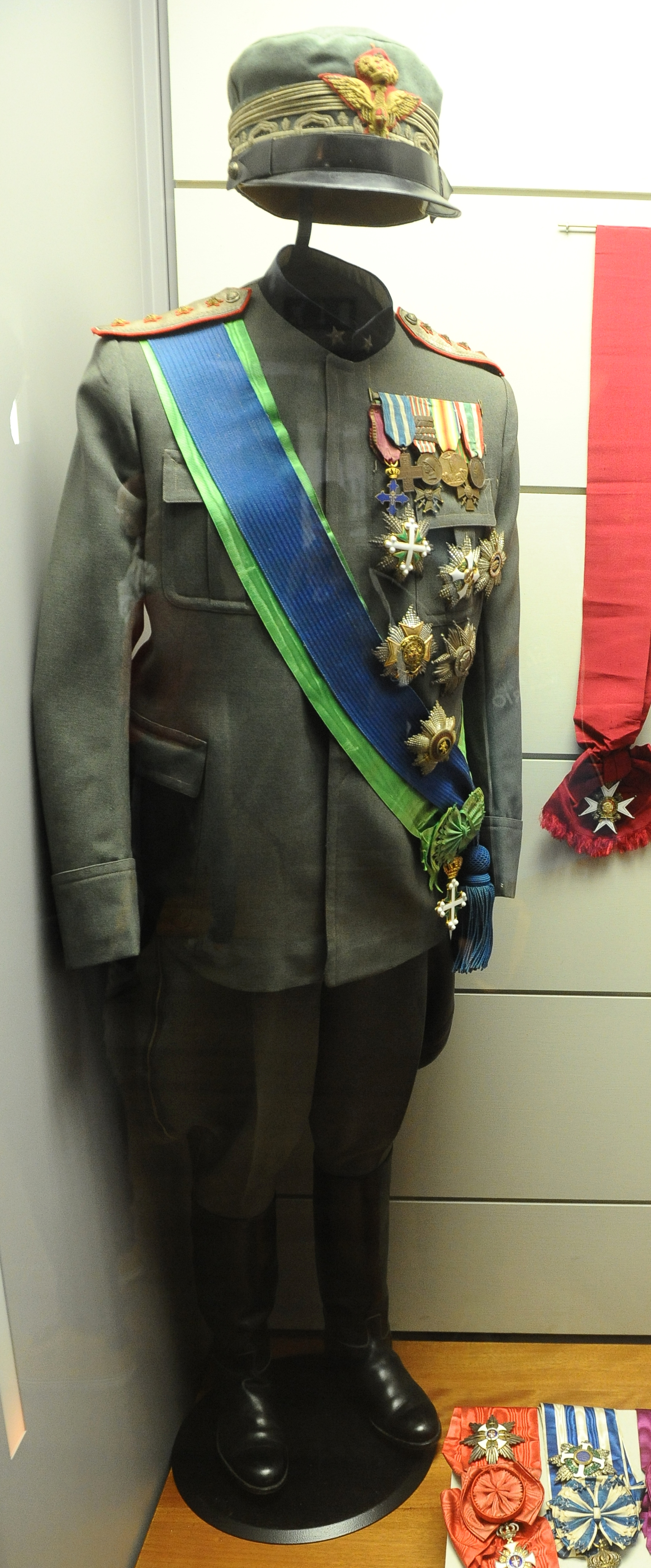
Museo storico italiano della guerra - Uniforme originale di Luigi Cadorna

La mattina del 1º luglio 1914 moriva improvvisamente il generale Alberto Pollio, stroncato da un infarto. Pochi giorni prima, il 28 giugno, Gavrilo Princip aveva assassinato a Sarajevo l'arciduca ereditario Francesco Ferdinando e la consorte Sophie Chotek. Il 27 luglio successivo il Re Vittorio Emanuele III, su indicazione del generale Baldissera, offrì la carica a Cadorna: questi pose la condizione, allo scopo di non ripetere gli errori delle guerre risorgimentali, di dipendere, gerarchicamente e istituzionalmente, soltanto dal Re e non dal governo. Il Re accettò dicendogli «la mia autorità servirà soltanto a farla obbedire da tutti». Cadorna prendeva quindi possesso dell'ufficio di capo di stato maggiore. Il 23 luglio l'Impero austro-ungarico aveva consegnato il proprio ultimatum alla Serbia, innescando una reazione a catena che, dopo il dipanarsi di una serie di crisi diplomatiche e contromosse politico-militari, portò in poche settimane allo scoppio della prima guerra mondiale.
L'esercito che il generale ereditava dal proprio predecessore stava affrontando un difficile periodo di transizione: al processo di ammodernamento, rallentato significativamente dalle scarse capacità industriali del Paese, si aggiungeva il dispendio di materiali richiesto dalla campagna libica e il relativo stravolgimento organizzativo e logistico provocato dall'approntamento del consistente corpo di spedizione: nel 1914, ovvero a due anni dall'ufficiale conclusione delle ostilità, i 35 000 uomini inizialmente inviati erano saliti a 55 000, insufficienti comunque per venire a capo dello stato di guerriglia che travagliava il nuovo possedimento coloniale italiano..

### La preparazione della guerra
Secondo quanto previsto dal trattato della Triplice Alleanza, Cadorna cominciò a organizzare l'esercito per l'intervento contro la Francia, a causa della assoluta mancanza di comunicazioni tra politici e militari non fu informato del fatto che il governo stava studiando la possibilità di abbandonare i suoi attuali alleati.
Il 31 luglio, lo stesso giorno in cui il gabinetto decise la neutralità, Cadorna inviò al Re il suo piano di guerra che contemplava lo spiegamento di un intero corpo d'armata a fianco della Germania contro i francesi, piano che venne approvato da Vittorio Emanuele il 2 agosto, mentre contemporaneamente veniva proclamata la neutralità.
Cadorna, nel momento in cui l'Italia rinunciava ai suoi obblighi nei confronti degli alleati, cominciò a incoraggiare il ministro degli affari esteri Antonino Paternò Castello di San Giuliano a intervenire immediatamente contro l'Austria sfruttando la situazione del momento, che vedeva gli eserciti asburgici impegnati a combattere nei fronti orientali e in Serbia. Le richieste si protrassero per tutto il mese di agosto.
La confusionaria situazione politica non mise nessuno in allerta sulle prese di posizione del Capo dello Stato Maggiore dell'esercito, che nell'arco di poche ore e in base agli accadimenti politici, erano radicalmente cambiate sempre senza nessuna valutazione delle proprie forze in campo.
Agli inizi di ottobre del 1914, Cadorna incarica il generale Vittorio Zupelli di preparare l'esercito ad una guerra ormai prossima. Nelle intenzioni di Zupelli vi era il disegno di rendere operativi e armati, entro la tarda primavera del 1915, 1.400.000 uomini.
Salandra e Sonnino avviarono trattative che avrebbero portato al Patto di Londra (si richiamava il carattere difensivo del trattato e il mancato avvertimento dell'Austria-Ungheria dell'invasione della Serbia, nei confronti dell'Italia). Avviati il 4 marzo, i negoziati si protrassero sino al 26 aprile, mentre l'incertezza che regnava allora nei circoli politico-diplomatici, conseguenza di una condotta improntata a simili criteri opportunistici, determinò un significativo ritardo nell'emanazione dei primi ordini di mobilitazione.
Quest'ultima fu infatti avviata, e in forma parziale, soltanto il 1º marzo, mentre la vaghezza delle direttive politiche e l'assenza di un efficace spirito di collaborazione (mancò completamente la mediazione del Re) fra governo e vertici militari spinse lo stato maggiore, nella persona di Cadorna, ad accelerare di propria iniziativa i preparativi di guerra. Come accaduto quasi un anno prima in occasione dello scoppio della guerra sugli altri fronti, i provvedimenti militari finirono per forzare la mano alla politica, spingendo infine il gabinetto Salandra a contrarre accordi vincolanti con le potenze dell'Intesa, che prevedevano la dichiarazione di guerra da parte dell'Italia all'Impero austro-ungarico entro un mese dalla ratifica degli accordi.
Dopo le prime disposizioni per una mobilitazione parziale segreta il 23 aprile, il 4 maggio con l'uscita dell'Italia dalla triplice Alleanza viene avviata la mobilitazione generale nella prospettiva di scendere in guerra contro l'Austria-Ungheria entro il giorno 26 dello stesso mese.

### La prima guerra mondiale

#### L'inizio delle ostilità
Giunta la guerra, ottenuta dal governo una libertà d'azione che non aveva confronti con quelle dei suoi colleghi della Triplice intesa, il 23 aprile 1915 Cadorna iniziò la mobilitazione parziale e segreta dell'esercito, 8 corpi d'armata su 14 vennero messi sul piede di guerra e subito dopo i 6 rimanenti, ancora prima che il governo ordinasse la mobilitazione generale l'esercito sarebbe stato in grado di invadere l'Austria entro la fine di maggio.
L'avvio delle operazioni militari si ebbe il 23 maggio, le forze in campo di Cadorna erano impressionanti, 35 divisioni di fanteria, 9 divisioni di milizia territoriale, 4 divisioni a cavallo e una divisioni di fanteria speciale dei Bersaglieri, 52 battaglioni di Alpini,14 battaglioni di genieri, diversi battaglioni di Carabinieri e Guardie di finanza. L'artiglieria contava 467 batterie e quasi 2000 pezzi tra cannoni e obici.
Secondo i piani di Cadorna la 2ª e la 3ª armata avrebbero sfondato facilmente le deboli difese austriache per poi avanzare rapidamente verso Lubiana e da qui minacciare direttamente Vienna.
Le forze vennero fatte avanzare lentamente verso il corso dell'Isonzo contro una debole resistenza subito dopo il confine. I combattimenti si accesero solamente con il completamento della radunata a metà giugno e la spinta offensiva voluta da Cadorna raggiunse il suo apice fra il 25 e il 30.
Dopo alcuni scacchi iniziali, costati pesanti perdite, il 16 giugno il Monte Nero venne conquistato da un fulmineo assalto di sei battaglioni di alpini mentre le restanti vette rimasero in mano austriaca.
Quello stesso giorno il generale Pietro Frugoni ordinò la sospensione delle operazioni offensive della 2ª Armata contro Plava, posizione che sarebbe stata nuovamente teatro di ferocissimi combattimenti durante la seconda e la terza battaglia dell'Isonzo. Con l'ordine di Frugoni si esauriva così la prima fase dell'offensiva, che secondo i resoconti ufficiali era già costata all'esercito perdite per 11 000 uomini fra morti e feriti, quantunque oggi si tenda a ritenere che queste ammontassero ad almeno il doppio.
Il 23 e il 28 maggio il Comando Supremo si installa provvisoriamente a Fagagna presso Villa Volpe per poi trasferirsi a giugno a Udine nel Liceo classico Jacopo Stellini, Cadorna si circonda di uno stretto gruppo di subalterni che chiamerà "il mio piccolo Stato Maggiore" composto da Roberto Bencivenga, Ugo Cavallero, Pietro Pintor, Tommaso Gallarati Scotti e Camillo Casati, un gruppo di 
"aiutanti " come li definirà su più di una lettera lo stesso Generale. Cadorna non voleva accanto a sé nessuno che potesse dargli ombra e con cui condividere le opinioni, come ebbe modo di scrivere il generale Giuseppe Ettore Viganò nelle sue memorie.
Il comportamento dei generali comandanti delle grandi unità non fu all'altezza della situazione: l'avanzata fu condotta con troppa cautela, tanto che Cadorna destituì il comandante della cavalleria. D'altro canto Cadorna pensava che buona parte dei generali, selezionati durante il tempo di pace, fossero inadatti alle esigenze belliche.

#### La battaglia degli Altipiani

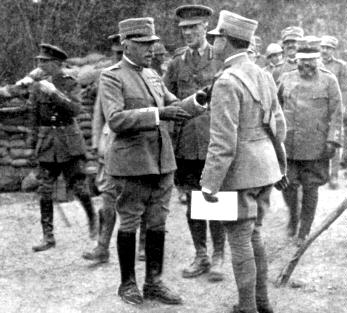
Cadorna visita le trincee britanniche

Sin dall'inizio della guerra la 1ª armata italiana, schierata lungo il fronte trentino al comando del generale Roberto Brusati che per tutta l'estate e l'autunno del 1915 mantenne una sostenuta spinta offensiva su tutto il fronte dal Pasubio alla Valsugana.
A partire dal febbraio del 1916, il comando della 1ª armata segnalò una crescente concentrazione di truppe nemiche nel settore, si trattava della cosiddetta "Strafexpedition" del maresciallo Conrad, il generale Brusati, come segnalerà il generale Roberto Bencivenga, continuava ad accentuare lo schieramento offensivo e decideva di fare la massima resistenza sulle posizioni avanzate. Brusati chiese dei rinforzi, e Cadorna gli mise a disposizione cinque divisioni che furono schierate in posizione avanzata.
Alla fine di aprile 1916 Cadorna durante una ispezione delle linee della 1ª armata rilevò lo sbilanciamento in avanti dello schieramento, e le ulteriori linee difensive previste e da lui richieste dietro la prima linea erano praticamente inesistenti, tuttavia ignorando completamente le notizie dell'ammassamento di truppe sul confine e i piani di attacco rilevati dai disertori austriaci., non ordinò il ripiegamento dell'esercito dalle posizioni avanzate a quelli retrostanti e non concesse rinforzi.
Le forti tensioni fra gli uomini dell'intelligence della I Armata, il generale Giovanni Garruccio ed alcuni Ufficiali dello Stato maggiore del generale Cadorna interferirono nella limpidezza della comunicazione e fecero sì che quest'ultimo continuasse ad ignorare ogni notizia che non avvalorava le sue intuizioni: il maggiore Tullio Marchetti dell'ufficio informazioni della 1ª armata inviava giornalmente dati sull'imminente attacco, i disertori che descrissero minuziosamente condizioni strategiche, l'ammontare e la disposizione delle forze in campo, lo stesso Cesare Battisti per mettere sull'avviso Cadorna ottennero nessun risultato.
L'8 maggio rispose alle insistenze del generale Brusati che rinnovava gli allarmi su un imminente attacco togliendogli il comando, reo agli occhi di Cadorna di mancare di fiducia e di essersi fatto prendere dal panico, viene sostituito con il generale Guglielmo Pecori Giraldi.
Quella che sarebbe passata alla storia come battaglia degli Altipiani aveva l'ambizioso obiettivo di sfruttare il saliente trentino che, profondamente incuneato nel territorio italiano, minacciava alle spalle lo schieramento isontino ove era attestata la massima parte dell'esercito italiano. Partendo dagli altopiani di Folgaria e Lavarone le forze austro-ungariche si lanciarono all'assalto il 15 maggio 1916, dopo una lunga serie di rinvii determinati dalle avverse condizioni meteorologiche. I risultati immediati furono incoraggianti per lo scarso valore difensivo (linee soggette al fuoco della potente artiglieria austriaca) dello schieramento italiano: durante i primi giorni l'offensiva portò alla conquista di Arsiero e Asiago, due importanti punti d'accesso alle pianure meridionali, e alla cattura di 40 000 prigionieri e 300 cannoni..
Il 25 maggio 1916 il Comando Armata di Riserva di Padova viene trasformato nella 5ª Armata, 179 000 uomini e assegnandone il comando al generale Frugoni.
Si suppone che tale forza venne dislocata come riserva a disposizione del Comando supremo, pronta a essere impiegata nel caso che l’offensiva austriaca in Trentino riuscisse a sfondare il fronte, la minaccia non si materializzò, dal momento che anche nel settore di massima penetrazione, quello dell'Altopiano di Asiago, l'offensiva austriaca venne arginata già entro i primi quindici giorni di giugno.
Le forze austro-ungariche continuarono a riscuotere una serie di successi tattici minori, ma l'irrigidimento della difesa italiana, e nel contempo l'allungamento delle linee di comunicazione e il previsto sovraccarico della limitata rete logistica di cui Conrad poteva disporre in Trentino fecero sfumare l'agognata prospettiva di uno sfondamento strategico. L'offensiva Brusilov, scatenata infine in Galizia, determinò la definitiva cessazione di qualsiasi movimento offensivo e il rapido ridispiegamento a est delle principali grandi unità impegnate nell'offensiva.
Non appena Cadorna valutò che l'attacco austriaco non avrebbe avuto successo, trasportò con tutti i mezzi disponibili (ferrovie e ruotati) le forze a sua disposizione sul fronte dell'Isonzo sorprendendo gli austriaci.

#### La sconfitta di Caporetto
L'uscita della Russia dalla guerra a seguito della rivoluzione bolscevica cambiò la situazione strategica (i rapporti di forze) liberando ingenti forze tedesche che, dopo due mesi di addestramento e allenamento in Slovenia alla tecnica dell'infiltrazione, furono indirizzate contro il fronte italiano allo scopo di sollevare l'Austria da una situazione vicina al collasso. Di conseguenza Cadorna ordinò la difesa a oltranza che comportava lo scaglionamento in profondità delle artiglierie e delle truppe allo scopo di sottrarle alla prevista violenta preparazione dell'artiglieria nemica. Ma questi ordini non vennero eseguiti dal comandante della seconda armata
che aveva erroneamente valutato le sue forze alla pari di quelle avversarie e ne prevedeva un impiego manovriero incompatibile con il loro addestramento e inquadramento nonché allenamento fisico, incompatibile con la permanenza in trincea.
Sul fronte dell'Isonzo, Cadorna aveva disposto, a sud (riva destra), la 3ª Armata comandata dal Duca d'Aosta; a nord (riva sinistra), la 2ª Armata, comandata dal generale Luigi Capello e costituita da otto corpi d'armata. L'offensiva austro-tedesca ebbe inizio alle ore 2.00 del 24 ottobre 1917 con tiri di preparazione dell'artiglieria, prima a gas, poi a granate fino alle 5.30 circa. Verso le 6.00 cominciò un violentissimo tiro di distruzione a preparazione dell'attacco delle fanterie. I rapporti del comando d'artiglieria del 27º Corpo d'armata (colonnello Cannoniere) indicano che il tiro tra le 2.00 e le 6.00 produsse perdite molto lievi ma colpì con estrema precisione comandi e linee di comunicazione. Solo nella conca di Plezzo e Tolmino i gas ebbero effetti apprezzabili in corrispondenza del fondo valle Isonzo.
L'attacco delle fanterie cominciò alle ore 8.00 con uno sfondamento immediato sull'ala sinistra, nella conca di Plezzo sul fianco sinistro della 2ª armata. Tale parte di fronte era presidiata a sud, tra Tolmino e Gabrije (paese a metà strada tra Tolmino e Caporetto), dal 27º Corpo d'armata di Pietro Badoglio che aveva schierato nel fondovalle soltanto una compagnia della 19ª div., annientata dai gas. A complicare le cose sopraggiunse la situazione – solo leggermente meno drammatica - del fronte del 4º Corpo d'armata (Cavaciocchi), confinante a sud con il Corpo d'armata comandato da Badoglio.
Il vero disastro, infatti, cominciò quando il nemico arrivò a Caporetto da entrambi i lati dell'Isonzo perché poté facilmente aggirare l'intero IV corpo.
La mancata risposta delle artiglierie italiane sul fronte del 27º Corpo d'armata (530 pezzi di grosso e medio calibro puntati sulla conca di Plezzo) è una delle ragioni accertate dello sfondamento (vi influì anche la penuria di munizioni dovuta semplicemente al fatto che il governo le riteneva troppo costose); il gen. Badoglio, per effetto del fuoco del nemico, che aveva individuato la sua posizione perché trasmetteva in chiaro, perse il collegamento con il col. Cannoniere che, come da ordini ricevuti, restò inerte. Incuneato tra i due corpi d'armata e in posizione più arretrata era stato disposto molto frettolosamente anche il 7º Corpo d'armata comandato dal generale Luigi Bongiovanni. La sua efficacia fu nulla. La mancanza di riserve dietro il 4º Corpo d'armata (sulla linea d'armata), fu senz'altro uno dei motivi principali che contribuirono alla disfatta.
Badoglio, pur essendo a pochi chilometri dal fronte, seppe dell'attacco delle fanterie nemiche solo verso mezzogiorno, e riuscì a comunicarlo al comando della 2ª Armata (gen. Capello) soltanto qualche ora dopo. Cadorna seppe della gravità dello sfondamento e del fatto che il nemico aveva conquistato alcune forti posizioni solo alle ore 22.00.
Di là dalle responsabilità di singole piccole e medie unità, le colpe maggiori di ordine strategico non possono che essere attribuite al Comando supremo militare italiano (Luigi Cadorna) per non aver controllato l'esecuzione dei suoi ordini, e al comando d'armata interessato (gen. Capello) per non aver eseguito l'ordine di assumere uno schieramento difensivo, mentre quelle di ordine tattico ai tre comandanti dei corpi d'armata coinvolti (Badoglio, quindi Cavaciocchi e Bongiovanni). Tutti vennero giudicati colpevoli dalla commissione d'inchiesta di prima istanza, del 1918-19, con l'unica eccezione di Badoglio. Nel favorire la sconfitta, ebbero poi un ruolo determinante anche i disguidi di comunicazione fra alti Comandi e le dinamiche disfunzionali inerenti al mantenimento di equilibri sottaciuti.
Tuttavia l'errore tattico più sconcertante e oggettivamente misterioso fu senza dubbio operato da Badoglio sul suo fianco sinistro (riva destra dell'Isonzo tra la testa di ponte austriaca davanti a Tolmino e Caporetto). Questa linea, lunga pochi chilometri, costituiva il confine tra la zona di competenza del Corpo d'armata di Badoglio (riva destra) e la zona assegnata al IV Corpo d'armata di Cavaciocchi (riva sinistra). Nonostante tutte le informazioni indicassero proprio in questa linea la direttrice dell'attacco nemico, la riva destra fu lasciata praticamente sguarnita con il solo presidio di piccoli reparti, mentre il grosso della 19ª divisione e della brigata Napoli era arroccato sui monti sovrastanti. In presenza di nebbia fitta e pioggia, le truppe italiane in quota non si accorsero minimamente del passaggio dei tedeschi in fondovalle e, in sole 4 ore, le unità tedesche risalirono la riva destra arrivando integre a Caporetto, sorprendendo da dietro le unità del IV Corpo d'armata.
A seguito della caduta del fronte e del rischio che venisse tagliata la ritirata dell'esercito, Cadorna la notte del 26 ottobre ordina il ripiegamento generale sulla destra del Tagliamento.
La 2ª armata era stata travolta dalle forze austriache nell'ala settentrionale perdendo dieci divisioni ma in grosso delle truppe 20 divisioni schierate oltre l'Isonzo dalla altopiano della Bainsizza a Gorizia erano intatte e solide, Cadorna senza ascoltare i loro comandanti decise che queste divisioni erano minate dalla rivolta e quindi andavano sacrificate per proteggere la ritirata delle 10 divisioni della 3ª armata stanzia sul Carso.
Il 27 ottobre Cadorna lascia Udine con tutto il suo comando e si trasferisce a Treviso a oltre 100 km dal fronte senza curarsi di lasciare in zona un comando provvisorio per la raccolta informazioni e il collegamento con le truppe in movimento che vengono lasciate senza guida.
Il 28 ottobre Cadorna si assume le responsabilità del bollettino di guerra n. 887 dove, raccogliendo il volere di molti, vengono deplorate compagini costitutive della II Armata, indicate quali colpevoli dello sfondamento del fronte da parte nemica:
Cadorna diede ordine al generale Antonino di Giorgio di assicurare il possesso del tratto di fiume nel quale erano compresi i ponti di Cornino e di Pinzano, garantendo lo schieramento sul Tagliamento in pianura, fra il 30 ottobre e il 3 novembre nella battaglia di Ragogna gli austriaci riescono ad avere ragione sulle forze italiane e passano il Tagliamento costringendo gli italiani incapaci di tenere la linea del fiume ad attuare una confusa ritirata strategica verso il Piave.

#### La sostituzione di Cadorna con Armando Diaz
Il 25 ottobre 1917 il parlamento italiano negò la fiducia al governo presieduto da Paolo Boselli che fu costretto a dimettersi. Il giorno 30 ottobre il governo si ricostituì sotto la guida di Vittorio Emanuele Orlando, il quale già nei colloqui dei giorni precedenti aveva richiesto al Re la rimozione di Cadorna. Nel frattempo arrivarono a Treviso il comandante supremo dell'esercito francese generale Ferdinand Foch e il generale William Robertson, capo di stato maggiore dell'esercito britannico.
Nella notte dal 30 al 31 ottobre Cadorna ordinò alla 4ª Armata, schierata in Cadore al comando del generale Mario Nicolis di Robilant, di accelerare il movimento di ripiegamento sulla destra del Piave, che avrebbe dovuto presidiare il settore tra la Val Brenta e Vidor occupando il Monte Grappa. Il Duca d'Aosta, comandante della 3ª Armata, era già riuscito a porre in salvo le sue truppe a ovest del Piave. Di Robilant eseguì in ritardo e con riluttanza l'ordine di Cadorna, tanto che il 3 novembre, vedendo in pericolo il progetto di saldatura tra le due armate sulla nuova linea difensiva, il comandante supremo dovette ribadire l'ordine di ripiegamento.
La sera del 3 novembre il generale Cadorna fece partire per Roma il colonnello Gatti con una lettera al presidente del consiglio Orlando in cui affermava che la situazione era «critica» e sarebbe potuta «da un momento all'altro diventare criticissima ed assumere carattere di eccezionale gravità, ove l'offensiva nemica che, attraverso molteplici indizi, pare imminente sul fronte trentino, si sferrasse con tale violenza che le nostre forze fossero impari a fronteggiarla».
Il 6 e 7 novembre si svolge la conferenza di Rapallo, un vertice interalleato fra i leader politici e militari dell'Intesa, vi partecipano il Capo del Governo, i Primi ministri di Francia e Gran Bretagna e i generali Foch e Robertson, il generale Cadorna non si presenta e manda al suo posto il generale Carlo Porro con una dichiarazione di Cadorna dove dichiara che l'offensiva era stata condotta da 35 divisioni tedesche (5 volte il numero effettivo) e attribuendo la sconfitta ai soldati e ai politici.
In una riunione propedeutica i rappresentanti stranieri contestarono aspramente le dichiarazioni di Cadorna e si espressero subito per il suo allontanamento dal comando, e la sostituzione con il Duca d'Aosta. Nel vertice del giorno successivo la sostituzione di Cadorna fu imposta come condizione per l'invio dei rinforzi alleati e fu proposta l'istituzione di un Consiglio supremo di guerra alleato di cui avrebbero dovuto fare parte i generali Foch per la Francia, Wilson per la Gran Bretagna e Cadorna per l'Italia.
Sempre in data 6 novembre, il ministro Vittorio Luigi Alfieri comunica riservatamente ad Angelo Gatti la volontà (sua, in primis, e del Consiglio) di sostituire il generale Cadorna con il generale Diaz se il primo, di cui si dichiara convinto ammiratore, non acconsente ad una maggior malleabilità nel confronto con il mondo politico.
I partecipanti al vertice di Rapallo si trasferirono a Peschiera l'8 novembre per riferire i risultati al Re, il quale si oppose alla nomina del Duca d'Aosta, ma confermò la rimozione di Cadorna dalla carica di capo del comando supremo deplorandone l'operato.
Il generale Armando Diaz, fino a quel momento comandante del XXIII Corpo d'armata, fu nominato comandante supremo dell'esercito italiano con Decreto del 9 novembre, in sostituzione di Cadorna, il quale, dopo un iniziale rifiuto, accettò l'incarico di rappresentante presso il consiglio di guerra interalleato.
Tuttavia l'intuizione di Cadorna, espressa con lettera del 3 novembre, di un imminente attacco sul fronte trentino si dimostrò giusta: il 9 novembre la coda della 4ª Armata e tre divisioni del XII Corpo d'armata in ripiegamento dalla Carnia furono sopraffatte con gravi perdite dalla 14ª Armata austro-tedesca che, dopo avere forzato il ponte di Cornino sul Tagliamento il 2 novembre, aveva cominciato una manovra eccentrica rispetto all'asse principale di avanzata.
La 3ª Armata si attestò sulla sinistra del Piave dal Ponte della Priula al mare il 9 novembre, mentre la 4ª non aveva ancora completato il suo schieramento. Tale indugio consentì alla 4ª Armata di mettere in salvo le artiglierie di medio e grosso calibro, che tanto contribuirono a salvare il Grappa.

### Dopoguerra

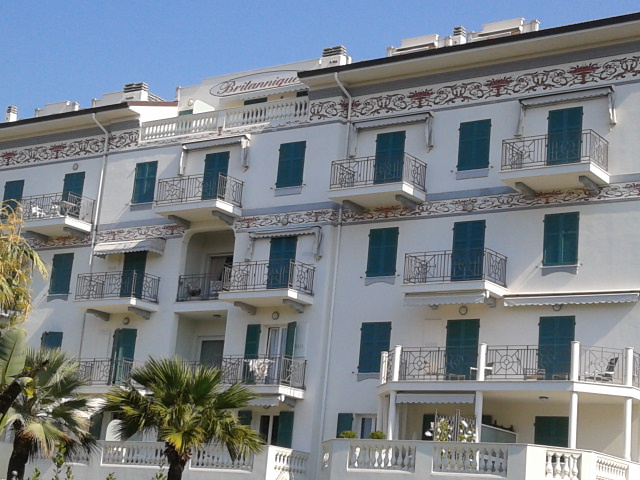
Hotel Britannique, facciata sud

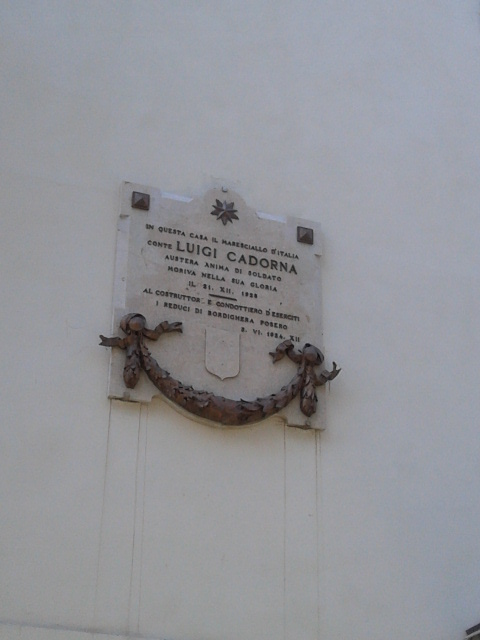
Britannique, placca Luigi Cadorna

Senatore dal 1913 al 1928, Cadorna non aderì al fascismo. Nel 1924 Benito Mussolini lo nominò a sorpresa Maresciallo d'Italia e fu completamente riabilitato a seguito delle pressioni esercitate dal Grande Mutilato di Guerra Carlo Delcroix, presidente dell'associazione dei reduci.
Morì a Bordighera il 21 dicembre 1928 alla "Pensione Jolie", poi divenuta "Hotel Britannique". Sulla facciata dell'edificio, ristrutturato e trasformato in un palazzo residenziale, era stata posta una placca commemorativa. La sua salma riposa in un mausoleo, opera dell'architetto Marcello Piacentini, nella sua città natale (Pallanza), lungo il Lago Maggiore.
Nel 1931 fu battezzato in suo onore un incrociatore leggero della Regia Marina; sopravvissuta al secondo conflitto mondiale, l'unità entrò nella Marina Militare sino al 1951, quando venne radiata. Il figlio Raffaele, così chiamato in onore del nonno, intraprenderà anch'egli la carriera militare e parteciperà alla seconda guerra mondiale e comanderà, dopo la resa incondizionata delle truppe italiane agli alleati del settembre 1943, le forze partigiane del nord Italia raccolte nel Corpo volontari della libertà.

## Convinzioni tattico-strategiche
Le convinzioni tattiche di Cadorna furono scritte e diffuse in tutti i comandi all'inizio della guerra tramite il cosiddetto "libretto rosso", dal colore della sua copertina.
 Il libro, intitolato “Attacco frontale ed ammaestramento tattico”, fu pubblicato come circolare n° 191 del 25/2/1915 e si presentava come un manuale operativo di 62 pagine in formato tascabile 11x16. Il contenuto comprendeva anche dettagliate checklist sulle attività e sui controlli da svolgere prima dell'attacco, conferendo al testo un tono spesso scolastico. Sorprendentemente, vi compaiono anche istruzioni di principio, la cui mancata applicazione viene normalmente addebitata proprio a Cadorna. Per esempio: “Tranne casi eccezionalissimi la fanteria non può arrivare a sferrare l’assalto se prima l’artiglieria non le abbia spianato la via spezzando con l’impeto e la massa del suo fuoco, ogni resistenza avversaria nella zona irruzione” oppure "Bisogna aver sempre presente l'economia delle forze" (p. 29). 
Una lezione che si poteva trarre nel 1915 dal terribile massacro che imperversava su tutti i fronti era che la volontà di combattere era una condizione fondamentale e imprescindibile di qualsiasi esercito però da sola non bastava a sconfiggere l'artiglieria ne la mancanza di un addestramento e una preparazione adeguata. L'esercito austriaco dopo aver perso tra morti e feriti quasi 2 milioni di uomini aveva appreso che a dominare sul campo di battaglia erano le armi moderne, mitragliatrici e artiglieria.
Cadorna non fece propri tali insegnamenti e le istruzioni ufficiali fornite ai comandi sul modo di impiegare le truppe sul campo di battaglia seguirono fedelmente la visione strategica del loro comandante in capo che aveva progettato una guerra offensiva mobile esattamente del tipo combattuta sugli altri fronti e che aveva prodotto una strage, massicci assalti di fanteria privi del supporto diretto dell'artiglieria.
Secondo alcuni le principali manchevolezze evidenziate dalla condotta dell'esercito, soprattutto durante i primi mesi di guerra, furono di natura più tattica: il cruciale ritardo di un mese, dovuto alla necessità di completare la mobilitazione, nell'orchestrare la prima offensiva dell'Isonzo permise infatti agli austriaci di concentrare le loro poche truppe raccogliticce in modo sufficiente ad arrestare l'avanzata italiana. I generali di Cadorna esitarono di fronte alla prospettiva di un'azione rapida, e in questo modo andò sprecata l'occasione di una facile avanzata sino a Trieste, possibile per l'assenza di rilevanti forze nemiche lungo il fronte isontino (il comandante generale della cavalleria fu rimosso per questa esitazione).
Diversa la sua competenza strategica: la sua determinazione nel picchiare contro linee che si andavano progressivamente irrigidendo può essere ricondotta alla ben nota ostinazione che lo contraddistingueva ma anche alla sua convinzione che le guerre si vincono concentrando la massa dei propri uomini sul fronte debole del nemico. La sua coerenza con i rapporti di forze oggettivi gli permise di comprendere l'errore austriaco di attaccare nel Trentino (1916) mentre i russi stavano preparando un'offensiva in Galizia, e di cogliere la vittoria di Gorizia. Nel '17 seppe valutare le conseguenze della rivoluzione bolscevica(uscita della Russia dalla guerra) e trarne le conseguenze: poiché con le forze recuperate l'alleanza avrebbe potuto attaccare contemporaneamente dall'Isonzo e dal Trentino, predispose una linea difensiva che accorciava il fronte di 200 km. con fulcro il monte Grappa (studio Gen. Meozzi pubblicato su Caporetto di Tiziano Bertè/ Enrico Cernigoi - Rivista di Cavalleria n° 4/2016/ Testimonianza Gen. Del Fabbro - Comune di Milano-archivio storia contemporanea-cartella 548,1/ordine di evacuazione ospedali militari dietro il Mincio), con il grande vantaggio di poter accentrare le riserve nel campo trincerato di Treviso che dava loro la possibilità di intervenire sia in direzione Isonzo sia nel Trentino. Le critiche che gli vengono rivolte per l'impiego delle riserve a Caporetto sono prive di fondamento militare perché l'attacco condotto da Tolmino non poteva essere decisivo (come lo sarebbe stato dal Trentino) e Cadorna aveva il dovere di tenere le riserve nei pressi della stazione ferroviaria di Udine per potere, eventualmente, spostarle.
Fra le accuse che più gli sono state rivolte è il disprezzo per la vita dei soldati, che parlano di disciplina brutale, punizioni eccessive e gestione degli uomini inadeguata. A tal proposito, sono note le circolari di Cadorna scritte per invitare i tribunali militari a non "perdere tempo in laboriose interpretazioni di diritto", e per spronare gli ufficiali a estendere la prassi delle fucilazioni sommarie e delle decimazioni.
A Cadorna va inoltre ascritto il merito di aver compreso, unico tra i generali alleati, che la massa degli eserciti alleati avrebbe dovuto essere concentrata contro l'Austria perché era l'avversario più debole (Liddel Hart - Storia della prima guerra mondiale) e che l'artiglieria avrebbe svolto un ruolo cruciale in base alla constatazione che le perdite subite dagli austriaci in questi primi scontri erano state inflitte proprio dal fuoco dei cannoni italiani.
Sempre Schindler ricorda come per la terza battaglia dell'Isonzo furono radunate ben 1 372 bocche da fuoco di cui 305 di grosso calibro: dati che inducono l'autore a identificare proprio in Cadorna il primo grande interprete della cosiddetta Materialschlacht, naturale conseguenza della guerra di logoramento indotta dall'avvento delle trincee. Anche in questo caso il ragionamento sotteso alle decisioni di Cadorna seguiva una semplice logica quantitativa (in relazione alla qualità delle truppe, alle caratteristiche del terreno, alla situazione logistica e alle alleanze), basata sull'approccio che prevedeva maggiore potenza di fuoco per scalzare trinceramenti sempre più estesi e profondi. In conclusione andrebbe tuttavia evidenziato che il confronto impostato da Cadorna secondo i termini della Materialschlacht avrebbe inevitabilmente condotto l'Austria-Ungheria alla disfatta in virtù della semplice disparità delle forze in gioco: già all'epoca della conquista di Gorizia, Cadorna aveva appena cominciato a intaccare le proprie riserve umane, mentre gli austro-ungarici dovettero in quel momento fronteggiare la prima seria crisi dall'inizio delle operazioni. Spesso si dimentica che all'indomani dell'undicesima battaglia dell'Isonzo la situazione austriaca si era fatta disperata, con il solo monte Ermada rimasto ormai a sbarrare il passo all'avanzata italiana attraverso il Carso in direzione di Trieste: la resistenza era giunta a un punto di rottura, e proprio tale evidenza indusse l'Alto Comando tedesco a concedere infine gli agognati rinforzi che portarono alla costituzione della XIV Armata in vista di quella programmata offensiva di alleggerimento che portò in ultima analisi per l'Italia alla disfatta di Caporetto.

## Cadorna come comandante militare
Più complessa risulta la valutazione di Cadorna come comandante d'uomini, e del suo dispotismo nella gestione dell'esercito. In seno all'esercito poté godere di libertà del tutto sconosciute agli altri comandanti alleati, e la sua influenza si estese sino a condizionare l'operato e gli orientamenti del Ministero della Guerra e dello stesso governo, in particolar modo sotto il remissivo governo Boselli; dalla caduta del governo Salandra II, in conseguenza della Strafexpedition lanciata dagli austriaci, sino a Caporetto, il generale concentrò nelle proprie mani poteri e prerogative comparabili soltanto a quelli della "dittatura militare" instaurata de facto in Germania dal generale Falkenhayn e successivamente dal duo Hindenburg-Ludendorff.

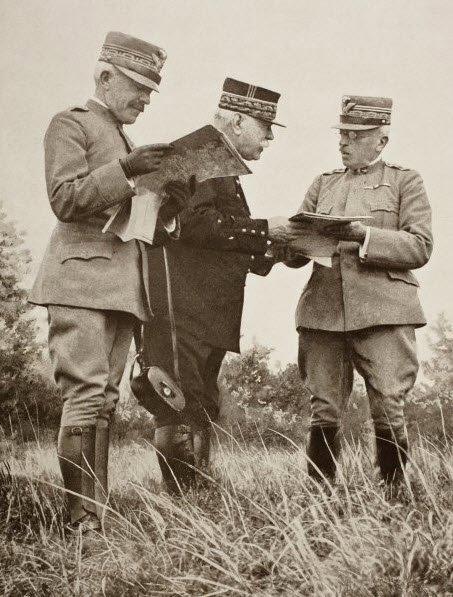
Cadorna, a destra, insieme al generale Carlo Porro (a sinistra) e al capo di Stato maggiore francese, generale Joseph Joffre, al centro

A causa di tale stato di cose Cadorna poté esercitare il proprio potere in modo autoritario, facendo e disfacendo i quadri superiori delle forze armate: molto discussa in particolare la pratica dei siluramenti indiscriminati che tanta parte ebbe nel minare seriamente il morale e la combattività dell'esercito. Il sollevamento dal comando per le più disparate ragioni (sino a giungere al paradosso dei siluramenti "preventivi") divenne pratica talmente diffusa da inibire completamente lo spirito d'iniziativa dei comandanti a ogni livello, ciascuno paventando di essere rimosso dal proprio superiore diretto anche in conseguenza di scacchi e fallimenti marginali. In realtà Cadorna riteneva che i comandanti, formati tutti in tempo di pace, fossero per lo più inadatti al comando in guerra e utilizzava i siluramenti allo scopo di far emergere i migliori. In particolare rilevava la scarsa disponibilità dei comandanti a condividere con i soldati le fatiche e i rischi della guerra e la loro scarsa competenza pratica nella valutazione del terreno (Brusati). Si rendeva conto degli inconvenienti derivanti dai siluramenti ma riteneva che sarebbe stato molto peggio lasciare la vita di migliaia di soldati nelle mani di generali incapaci.
Rispettò sempre l'autonomia dei comandanti d'armata come previsto dal regolamento di disciplina in vigore. Sostenne poi che questa larghezza venne spesso equivocata provocando una vera e propria indisciplina (Capello, Brusati, Di Robillant) che secondo lui fu tra le cause principali di Caporetto.
Nel quadro generale della Prima guerra mondiale, Cadorna peraltro rimane una delle personalità di maggiore rilievo; gli stessi osservatori stranieri riconobbero la sua energia nell'azione di comando e affermarono che egli aveva "una mentalità quadrata e virile, certamente non inferiore, in fatto di fibra intellettuale e morale, a nessuno dei comandanti alleati che avevamo conosciuto". Il generale austro-ungarico Alfred Krauß diede valutazioni simili su Cadorna, descritto come uomo dalla "volontà d'acciaio", dotato di una "mente fredda, tenace, che non subisce gli impulsi del cuore", sottolineando la sua mancanza delle presunte caratteristiche temperamentali tipiche italiane; "più che un italiano, egli era un longobardo". Il generale Enrico Caviglia nelle sue memorie infine evidenzia la sua "forte volontà" e il "carattere fortissimo", simile a "una di quelle rocce che si elevano sulle coste del mar Ligure, contro cui si rovescia invano la furia delle tempeste". Non mancano tuttavia le critiche di storici stranieri come il dott. David Stevenson, che nel proprio libro With our backs to the Wall definisce il Cadorna nei seguenti termini "Luigi Cadorna si è guadagnato l'obbrobrio di uno dei comandanti più insensibili e incompetenti della Prima Guerra Mondiale, il suo successore Armando Diaz si è rivelato essere un gradito contrasto". Odiato dai soldati, che gli ascrivevano freddezza e disumanità, all'indomani della rotta di Caporetto venne accusato di aver scaricato sulle truppe la colpa della sconfitta, parlando apertamente di vigliaccheria dei soldati italiani. In realtà il bollettino del 28 ottobre, sottoscritto da Cadorna come terzo firmatario, era stato redatto dai ministri Bissolati e Giardino e nel complesso elogiava senz'altro il valore delle truppe. Erano tuttavia accusati di viltà solo alcuni reparti della II armata e in particolare i loro ufficiali. Il Generalissimo venne rimosso e sostituito da Armando Diaz, la cui prima preoccupazione fu quella di migliorare le condizioni di vita dei soldati, abolire le decimazioni e motivare i soldati con la promessa, poi non completamente mantenuta dai governi del dopoguerra, di dare "terre agli Italiani".

## Monumenti e opere intitolate a Cadorna

### La strada Cadorna

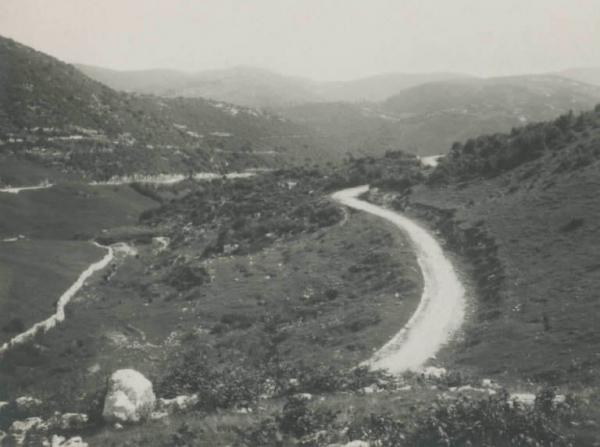
Monte Grappa, paesaggio con vista sulla Strada Cadorna, 1927, foto di Emilio Sommariva

Da Bassano del Grappa al monte Grappa esiste una strada a tornanti che per circa 25 km si arrampica sino alla cima del monte, chiamata "strada Cadorna" perché da lui fatta costruire.
Nel 1916 Cadorna fece allestire nei pressi del monte Grappa delle linee difensive arretrate al fine proteggere le grandi unità schierate sul fronte del trentino in caso di sfondamento delle linee avanzate nel settore da Vicenza al Montello.
Dette quindi ordine al genio militare di costruire in breve tempo una strada e due teleferiche che potessero portare mezzi e truppe fino al monte Grappa. Tra militari e civili vi lavorarono circa 30 000 uomini.
La strada venne completata pochi giorni prima della disfatta di Caporetto e le linee difensive del Grappa furono utilizzate dalla 4ª armata comandata dal generale Mario Nicolis di Robilant, in ritirata dal fronte dolomitico del trentino
A più riprese, fino agli ultimi giorni di guerra, gli austriaci si dissanguarono nell'inutile tentativo di occupare la cima del monte, che dominava un intero settore del fronte e dalla quale, per decine di chilometri, gli italiani martellavano con i loro cannoni le truppe nemiche.

### Mausoleo
A Pallanza, oggi frazione di Verbania sua città natale sul Lago Maggiore (provincia del Verbano Cusio Ossola), è presente il mausoleo a lui dedicato, inaugurato nel 1932 su progetto di Marcello Piacentini.

### Stazione Ferrovie Nord Milano
Milano ha intitolato a Cadorna la Stazione di Milano Cadorna, la quale si affaccia sul Piazzale Luigi Cadorna.

### Altri monumenti
La ventesima galleria della strada delle 52 gallerie del Monte Pasubio, scavate in occasione dei combattimenti della prima guerra mondiale, porta il suo nome.

#### Cancellazione del nome da vie e piazze di Udine
Nel 2011 la commissione alla toponomastica di Udine ha deciso di cambiare il nome alla piazza dedicata a Cadorna, in "piazzale Unità d'Italia", poiché nel corso degli anni si è sempre più confermato il parere degli storici sul disprezzo per la vita dei soldati italiani impiegati al fronte.

## Opere
- Attacco frontale e ammaestramento tattico, Roma, USSME, 1915.
- La Guerra alla Fronte Italiana, prefazione di Aldo A. Mola, Roma, Bastogi Libri, 2019, ISBN 978-88-99376-33-8.
- Il generale Raffaele Cadorna nel Risorgimento italiano, Milano, Fratelli Treves, editori, 1922.
- Altre pagine sulla Grande Guerra, Milano, Mondadori, 1925.
- Caporetto? Risponde Luigi Cadorna, Prefazione di Aldo A. Mola, Roma, Bastogi Libri, 2020, ISBN 978-88-5501-089-4.

### Epistolari
- Lettere famigliari, a cura di Raffaele Cadorna, Milano, Mondadori, 1967.
- Il direttore e il generale. Carteggio Albertini-Cadorna, A cura di Andrea Guiso. Prefazione di Simona Colarizi, Milano, Fondazione Corriere della Sera, 2014, ISBN 978-88-96820-14-8.

## Decorazioni e onorificenze italiane
Maresciallo d'Italia --- 4 novembre 1924
Dati tratti dal sito del Parlamento italiano.

## Ascendenza
|                                           |               |                                   | Genitori                |  |  | Nonni |  |  | Bisnonni                                 |  |  | Trisnonni                 |  |
|                                           |               |                                   |                         |  |  |       |  |  | Carlo Zaccaria Giovanni Battista Cadorna |  |  | Giovanni Battista Cadorna |  |
|                                           |               |                                   |                         |  |  |       |  |  | Carlo Zaccaria Giovanni Battista Cadorna |  |  | Giovanni Battista Cadorna |  |
|                                           |               | Francesca Bianchini               |                         |  |  |       |  |  | Carlo Zaccaria Giovanni Battista Cadorna |  |  |                           |  |
| Luigi Cadorna                             |               |                                   |                         |  |  |       |  |  | Carlo Zaccaria Giovanni Battista Cadorna |  |  |                           |  |
|                                           |               | Laura Bianchini                   | …                       |  |  |       |  |  |                                          |  |  |                           |  |
|                                           |               | Laura Bianchini                   | …                       |  |  |       |  |  |                                          |  |  |                           |  |
|                                           |               | Laura Bianchini                   | …                       |  |  |       |  |  |                                          |  |  |                           |  |
| Raffaele Cadorna                          |               | Laura Bianchini                   |                         |  |  |       |  |  |                                          |  |  |                           |  |
|                                           |               | Giovanni Bossi di Musso           | Galeazzo Bossi di Musso |  |  |       |  |  |                                          |  |  |                           |  |
|                                           |               | Giovanni Bossi di Musso           | Galeazzo Bossi di Musso |  |  |       |  |  |                                          |  |  |                           |  |
|                                           |               | Giovanni Bossi di Musso           | Eleonora Della Porta    |  |  |       |  |  |                                          |  |  |                           |  |
| Virginia Bossi di Musso                   |               | Giovanni Bossi di Musso           |                         |  |  |       |  |  |                                          |  |  |                           |  |
|                                           |               | Clara Rossini                     | Carlo Rossini           |  |  |       |  |  |                                          |  |  |                           |  |
|                                           |               | Clara Rossini                     | Carlo Rossini           |  |  |       |  |  |                                          |  |  |                           |  |
|                                           |               | Clara Rossini                     | Bellasio                |  |  |       |  |  |                                          |  |  |                           |  |
| Luigi Cadorna                             |               | Clara Rossini                     |                         |  |  |       |  |  |                                          |  |  |                           |  |
|                                           | Ottavio Zoppi | Giannantonio Zoppi                |                         |  |  |       |  |  |                                          |  |  |                           |  |
|                                           | Ottavio Zoppi | Giannantonio Zoppi                |                         |  |  |       |  |  |                                          |  |  |                           |  |
|                                           | Ottavio Zoppi | Vittoria Cavalli di Olivola       |                         |  |  |       |  |  |                                          |  |  |                           |  |
| Giannantonio Zoppi                        | Ottavio Zoppi |                                   |                         |  |  |       |  |  |                                          |  |  |                           |  |
|                                           |               | Isabella Porzelli Della Valle     | …                       |  |  |       |  |  |                                          |  |  |                           |  |
|                                           |               | Isabella Porzelli Della Valle     | …                       |  |  |       |  |  |                                          |  |  |                           |  |
|                                           |               | Isabella Porzelli Della Valle     | …                       |  |  |       |  |  |                                          |  |  |                           |  |
| Clementina Zoppi                          |               | Isabella Porzelli Della Valle     |                         |  |  |       |  |  |                                          |  |  |                           |  |
|                                           |               | Ottaviano Calcamuggi De Feruffini | …                       |  |  |       |  |  |                                          |  |  |                           |  |
|                                           |               | Ottaviano Calcamuggi De Feruffini | …                       |  |  |       |  |  |                                          |  |  |                           |  |
|                                           |               | Ottaviano Calcamuggi De Feruffini | …                       |  |  |       |  |  |                                          |  |  |                           |  |
| Matilde Cunegonda Calcamuggi De Feruffini |               | Ottaviano Calcamuggi De Feruffini |                         |  |  |       |  |  |                                          |  |  |                           |  |
|                                           |               | Onorata Baronis Di Santena        | …                       |  |  |       |  |  |                                          |  |  |                           |  |
|                                           |               | Onorata Baronis Di Santena        | …                       |  |  |       |  |  |                                          |  |  |                           |  |
|                                           |               | Onorata Baronis Di Santena        | …                       |  |  |       |  |  |                                          |  |  |                           |  |
|                                           |               | Onorata Baronis Di Santena        |                         |  |  |       |  |  |                                          |  |  |                           |  |